# Marie Christine von Reibnitz
Marie Christine Anna Agnes Hedwig Ida von Reibnitz, officiële huidige titel prinses Michael van Kent, ook wel aangeduid als barones von Reibnitz, (Karlsbad, 15 januari 1945) is een van oorsprong Oostenrijks-Boheemse barones die door haar huwelijk met prins Michael van Kent lid van de Britse koninklijke familie is geworden.
Von Reibnitz heeft verscheidene boeken geschreven over de koninklijke families van Europa. Ze vervult zelden koninklijke verplichtingen voor koningin Elizabeth II, een nicht van Marie Christines echtgenoot.

## Jeugd
Marie Christine werd geboren in Karlsbad (in het huidige Tsjechië) als de enige dochter van Günther Hubertus baron von Reibnitz en diens echtgenote Maria Anna Carolina Franziska Walpurga Bernadette gravin Szapáry von Muraszombath, Széchysziget und Szapár. Na de scheiding van haar ouders verhuisde haar vader, die er ten onrechte van was beschuldigd een SS'er te zijn, naar Zuid-Afrika. Marie Christine verhuisde met haar moeder en broer Frederik naar Australië, waar haar moeder een schoonheidssalon begon. In Sydney volgde Marie Christine les aan Rose Bay Convent, een katholieke privéschool voor meisjes, dat werd geleid door nonnen van de Heilig Hartverering.

## Huwelijken
Haar eerste huwelijk was op 14 september 1971 in Londen met de Engelse bankier Thomas Troubridge, die ze tijdens de everzwijnenjacht in Duitsland had ontmoet. Twee jaar later ging het paar uit elkaar en in mei 1978 werd het huwelijk officieel ontbonden. Twee maanden later, op 30 juni, sloot Marie Christine in Oostenrijk een burgerlijk huwelijk met prins Michael van Kent, een kleinzoon van koning George V en een neef van koningin Elizabeth II. Na haar huwelijk kreeg ze de titel 'Hare Koninklijke Hoogheid Prinses Michael van Kent'. Nadat ze toestemming aan de paus hadden gevraagd voor het huwelijk, hertrouwde het paar op 29 juni 1983 in een rooms-katholieke ceremonie in Londen. Door te trouwen met een rooms-katholieke vrouw verloor prins Michael, toen achtste in lijn voor de troonopvolging, volgens de Act of Settlement uit 1701 zijn rechten op de Britse troon. Hun kinderen hebben echter wel rechten op de troon, omdat ze lid zijn van de Anglicaanse Kerk. Marie Christine en Michael kregen twee kinderen:
- Frederick Michael George David Louis (6 april 1979)
- Gabriella Marina Alexandra Ophelia (23 april 1981)

## Carrière

### Koninklijke verplichtingen
Als het derde kind van de vierde zoon van koning George V wordt er niet van Michael verwacht dat hij koninklijke verplichtingen vervult. Hij heeft dus ook nooit een inkomen van de staat gehad. Toch heeft hij een aantal keer de koningin gerepresenteerd: bij staatsbegrafenissen in India, Cyprus en Swaziland, bij de onafhankelijkheidsvieringen in Swaziland en bij de kroning van koning Mswati II van Swaziland. Michael is wel een lid van de Britse koninklijke familie en heeft sinds zijn huwelijk in 1978 een appartement in Kensington Palace, waar hij met Marie Christine woont. Omdat hij geen staatsinkomen heeft, gaf de koningin hem toestemming voor commerciële bedrijven te werken. Michael is manager van zijn eigen consultancy bedrijf en doet wereldwijd zaken. Ook is hij een gekwalificeerd tolk Russisch. Naast zijn werk doet hij veel voor liefdadigheidsinstellingen.

### Auteur
Marie Christine is de schrijfster van twee boeken: “Crowned in a Far Country: Eight Royal Brides” en “Cupid and the King – Five Royal Paramours”. Ze schrijft ook een column voor www.bestselections.com. Voor haar huwelijk was Marie Christine echter een binnenhuisarchitect.

## Media
Sinds haar huwelijk heeft Marie Christine veel negatieve aandacht van de pers gekregen. De pers beweert dat ze niet erg populair is bij de andere leden van de Britse koninklijke familie, zo had ze tegenover de pers verklaard dat zij meer koninklijk bloed had dan ieder ander persoon die in de koninklijke familie is getrouwd, sinds prins Philip. Toen prinses Diana en prinses Sarah in de koninklijke familie trouwden, kreeg prinses Marie Christine een stuk minder aandacht.
Toch wist ze in mei 2004 de voorpagina's te halen, omdat ze in een restaurant in New York tegen een groep zwarte gasten had gezegd dat ze terug moesten gaan naar hun kolonies, toen ze klaagde over hun luidruchtigheid. In september 2005 verscheen ze weer in het nieuws, nadat ze tegenover journalist Mazher Mahmood een aantal heftige uitspraken had gedaan over andere leden van de koninklijke familie, onder wie prinses Diana.

## Titels
- Barones Marie Christine von Reibnitz (1945-1971)
- Mevr. Thomas Troubridge (1971-1978)
- Mevr. Marie-Christine Troubridge (1978)
- Hare Koninklijke Hoogheid Prinses Michael van Kent (1978-)

- Biblioteca Nacional de España: XX932690
- Bibliothèque nationale de France: cb12067774v (data)
- Catàleg d'autoritats de noms i títols de Catalunya: 981058514673006706
- CiNii: DA01876004
- Gemeinsame Normdatei: 132212838
- International Standard Name Identifier: 0000 0001 1075 6272
- Library of Congress Control Number: n86104312
- Nationale Bibliotheek van Israël: 987007401151105171
- Nationale Bibliotheek van Polen: a0000002038849
- Nederlandse Thesaurus van Auteursnamen: 072416858
- Réseau des bibliothèques de Suisse occidentale: 02-A012574916
- Système universitaire de documentation: 085265209
- Virtual International Authority File: 87880015
- WorldCat: E39PBJtH34D4XFBJwjxhGwb8G3